# Plagioscion
Plagioscion é um gênero de peixes sul-americanos de água doce.

## Espécies
- Plagioscion auratus Castelnau, 1855
- Plagioscion casattii Aguilera & de Aguilera, 2001
- Plagioscion montei Soares & Casatti, 2000
- Plagioscion pauciradiatus Steindachner, 1917
- Plagioscion squamosissimus Heckel, 1840 - pescada-amazônica
- Plagioscion surinamensis Bleeker, 1873
- Plagioscion ternetzi Boulenger, 1895